# Septoria tenella
Septoria tenella är en svampart som beskrevs av Cooke & Ellis 1878. Septoria tenella ingår i släktet Septoria och familjen Mycosphaerellaceae.   Inga underarter finns listade i Catalogue of Life.